# Juninho Quixadá
 Pedro Julião Azevedo Júnior, conhecido como Juninho Quixadá, (Senador Pompeu, 12 de dezembro de 1985), é um futebolista brasileiro que atua como atacante. Atualmente, joga pelo Ferroviário.

## Carreira

### Inicio
Nascido em Senador Pompeu, Juninho Quixadá já havia jogado pelo Ferroviário e Bragantino, antes de se mudar em 2011 para o time búlgaro Ludogorets Razgrad.

### Ludogorets Razgrad
Em 20 de junho, Quixadá assinou com o Ludogorets um contrato de três anos, com valor não revelado. Ele fez sua estreia no dia 3 de julho, em uma vitória num jogo amistoso contra o Septemvri Simitli, jogando 45 minutos na ala direita.
Juninho fez sua estreia no campeonato búlgaro contra o Lokomotiv Plovdiv, em 6 de agosto de 2011. Ele marcou seu primeiro gol na competição em 20 de agosto em uma vitória por 4–0 sobre o Vidima-Rakovski.[carece de fontes?] Em 27 de fevereiro de 2014, ele marcou um gol no último minuto contra a SS Lazio, empatando o jogo em 3–3, fazendo sua equipe avançar para as oitavas de final da UEFA Europa League.

### ABC
Em março de 2021, após passagens pelo Ceará e Vitória, acertou com o ABC para a temporada de 2021. O vínculo do meia com o clube potiguar tem duração até o fim do Campeonato Potiguar.

## Seleção Búlgara
Em 24 de janeiro de 2013, Quixadá se naturalizou búlgaro e com isso tornar-se capaz de jogar na seleção da Bulgária. Juninho disse que ficaria feliz em representar a Bulgária a nível internacional.

## Estatísticas
Até 25 de outubro de 2020.

### Clubes
| Clube             | Temporada         | Campeonato nacional | Campeonato nacional | Campeonato nacional | Copa nacional[a] | Copa nacional[a] | Copa nacional[a] | Competições continentais[b] | Competições continentais[b] | Competições continentais[b] | Outros torneios[c] | Outros torneios[c] | Outros torneios[c] | Total | Total | Total   |
| Clube             | Temporada         | Jogos               | Gols                | Assist.             | Jogos            | Gols             | Assist.          | Jogos                       | Gols                        | Assist.                     | Jogos              | Gols               | Assist.            | Jogos | Gols  | Assist. |
| ----------------- | ----------------- | ------------------- | ------------------- | ------------------- | ---------------- | ---------------- | ---------------- | --------------------------- | --------------------------- | --------------------------- | ------------------ | ------------------ | ------------------ | ----- | ----- | ------- |
| Ceará             | 2018              | 14                  | 2                   | 2                   | —                | —                | —                | —                           | —                           | —                           | —                  | —                  | —                  | 14    | 2     | 2       |
| Ceará             | 2019              | 6                   | 0                   | 0                   | —                | —                | —                | —                           | —                           | —                           | 2                  | 0                  | 0                  | 8     | 0     | 0       |
| Ceará             | 2020              | 0                   | 0                   | 0                   | 0                | 0                | 0                | —                           | —                           | —                           | 2                  | 0                  | 0                  | 2     | 0     | 0       |
| Ceará             | Total             | 20                  | 2                   | 2                   | 0                | 0                | 0                | 0                           | 0                           | 0                           | 4                  | 0                  | 0                  | 24    | 2     | 2       |
| Vitória           | 2020              | 6                   | 0                   | 0                   | —                | —                | —                | —                           | —                           | —                           | —                  | —                  | —                  | 6     | 0     | 0       |
| Vitória           | Total             | 6                   | 0                   | 0                   | —                | —                | —                | —                           | —                           | —                           | —                  | —                  | —                  | 6     | 0     | 0       |
| Total na carreira | Total na carreira | 26                  | 2                   | 2                   | 0                | 0                | 0                | 0                           | 0                           | 0                           | 4                  | 0                  | 0                  | 30    | 2     | 2       |

- a. ^ Jogos da Copa do Brasil
- b. ^ Jogos da Copa Sul-Americana
- c. ^ Jogos do Campeonato Cearense e Copa Fares Lopes

## Títulos
Ludogorets Razgrad
- A PFG: 2011–12, 2012–13, 2013–14, 2015–16, 2016–17
- Copa da Bulgária: 2011–12, 2013–14
- Supercopa da Bulgária: 2012, 2014

Ceará
- Copa do Nordeste: 2020

Fluminense-PI
- Campeonato Piauiense: 2022

Ferroviário
- Campeonato Brasileiro - Série D: 2023[9]